# Місце міжнародного поштового обміну
Місце міжнародного поштового обміну (ММПО) — територія та виробничий підрозділ оператора поштового зв'язку на якій він обробляє міжнародні поштові відправлення та пред'являє їх підрозділу митного органу (працівнику митниці) для митного контролю і митного оформлення.